# Waldemar Meyer
Waldemar Meyer, född 26 januari 1876 i Moskva, död 24 november 1948 i Gävle, var en svensk företagare.
Waldemar Meyer var son till godsägaren Julius Fredrik Wilhelm Meyer. Han flyttade med familjen till Sverige 1884, gick i läroverk i Stockholm och Växjö och i handelsskola samt bedrev keramiska studier i Tyskland och Österrike. Efter anställningar i ett par stockholmska affärsföretag var han 1910–1912 generalagent i Sverige för tyska och österrikiska porslinsfabriker samt blev 1912 disponent och VD för Gefle porslinsfabriks AB. Han var företagets huvudintressent 1922–1936, och det utvecklades under hans ledning till ett av de främsta i Sverige. 1936 lämnade han ledningen för bolaget men kvarstod som styrelseordförande. Han var även styrelseledamot i Karlskrona Porslinsfabrik från 1940, i AB Gefle förenade bryggerier och vice ordförande i Gefle stads sparbank med flera uppdrag. Meyer var även kommunpolitiskt aktiv, stadsfullmäktig i Gävle 1924–1936, ordförande i Gefle stads idrottsplatsstyrelse, ledamot av styrelsen för Gävle museum och fullmäktig i Gävle handelskammare.